# Campeonato Paraguayo de Fútbol Femenino 2021
El Campeonato Paraguayo de Fútbol Femenino 2021 fue el vigésimo primer campeonato oficial de Primera División de la rama femenina de la Asociación Paraguaya de Fútbol (APF).
El equipo campeón clasificó a la Copa Libertadores Femenina 2021. Esta edición marca el retorno de la disputa del certamen luego de más de 1 año, ya que la edición pasada no se pudo jugar debido a la pandemia de coronavirus.

## Sistema de competición
Se juegan dos torneos al año (Torneo Apertura y Torneo Clausura). Este año cada torneo consta de una rueda (el Apertura y el Clausura tendrán 11 fechas) y los cuatro mejores equipos clasificarán a las semifinales.
Al final del año, juegan para definir al campeón absoluto de la temporada, los campeones de cada torneo (Apertura y Clausura), en partidos ida y vuelta. Si un mismo club gana ambos torneos, se consagra automáticamente campeón absoluto de la temporada.

## Equipos
| Equipo                    | Ciudad           | Departamento             | Estadio                               |
| ------------------------- | ---------------- | ------------------------ | ------------------------------------- |
| Sportivo Luqueño          | Luque            | Central                  | Villa Elena                           |
| Guaireña FC               | Villarrica       | Guairá                   | Parque del Guairá                     |
| Libertad/Sportivo Limpeño | Asunción/Limpio  | Distrito Capital/Central | Optaciano Gómez                       |
| Olimpia                   | Asunción         | Distrito Capital         | Parque Guasu                          |
| Deportivo Capiatá         | Capiatá          | Central                  | Erico Galeano                         |
| Cerro Porteño             | Asunción         | Distrito Capital         | Adriano Irala                         |
| San Lorenzo               | San Lorenzo      | Central                  | Gunther Vogel                         |
| 12 de Octubre             | Itauguá          | Central                  | Sede Social del 12 de Octubre         |
| Nacional/Humaitá          | Asunción/Humaitá | Distrito Capital/Central | Arsenio Erico/Pioneros de Corumba Kue |
| Guaraní                   | Asunción         | Distrito Capital         | Rogelio Livieres                      |
| Sol de América            | Villa Elisa      | Central                  | Luis Alfonso Giagni                   |
| River Plate               | Asunción         | Distrito Capital         | River Plate                           |

## Clasificación

### Apertura
| Pos. | Equipo                     | Pts. | PJ | G | E | P  | GF | GC | Dif. | Avanza a    |
| ---- | -------------------------- | ---- | -- | - | - | -- | -- | -- | ---- | ----------- |
| 1    | Cerro Porteño              | 29   | 11 | 9 | 2 | 0  | 39 | 10 | +29  | Semifinales |
| 2    | Deportivo Capiatá          | 28   | 11 | 9 | 1 | 1  | 37 | 12 | +25  | Semifinales |
| 3    | Libertad/Sportivo Limpeño  | 25   | 11 | 8 | 1 | 2  | 51 | 10 | +41  | Semifinales |
| 4    | Sol de América             | 25   | 11 | 8 | 1 | 2  | 46 | 15 | +31  | Semifinales |
| 5    | 12 de Octubre (Itauguá)    | 21   | 11 | 7 | 0 | 4  | 20 | 12 | +8   |             |
| 6    | Olimpia                    | 15   | 11 | 5 | 0 | 6  | 25 | 19 | +6   |             |
| 7    | Nacional/Deportivo Humaitá | 14   | 11 | 4 | 2 | 5  | 17 | 33 | −16  |             |
| 8    | Guaraní                    | 12   | 11 | 4 | 0 | 7  | 16 | 34 | −18  |             |
| 9    | Guaireña                   | 10   | 11 | 3 | 1 | 7  | 22 | 27 | −5   |             |
| 10   | River Plate                | 9    | 11 | 3 | 0 | 8  | 17 | 7  | +10  |             |
| 11   | San Lorenzo                | 4    | 11 | 1 | 1 | 9  | 9  | 39 | −30  |             |
| 12   | Sportivo Luqueño           | 1    | 11 | 0 | 1 | 10 | 6  | 57 | −51  |             |

Actualizado a los partidos jugados el 14 de agosto de 2021.
 Fuente: APF

### Clausura
| Pos. | Equipo                     | Pts. | PJ | G | E | P  | GF | GC | Dif. | Avanza a    |
| ---- | -------------------------- | ---- | -- | - | - | -- | -- | -- | ---- | ----------- |
| 1    | Cerro Porteño              | 28   | 11 | 9 | 1 | 1  | 41 | 8  | +33  | Semifinales |
| 2    | Sol de América             | 28   | 11 | 9 | 1 | 1  | 32 | 7  | +25  | Semifinales |
| 3    | Libertad/Sportivo Limpeño  | 25   | 11 | 8 | 1 | 2  | 38 | 6  | +32  | Semifinales |
| 4    | Deportivo Capiatá          | 24   | 11 | 7 | 3 | 1  | 35 | 7  | +28  | Semifinales |
| 5    | Guaireña                   | 21   | 11 | 7 | 0 | 4  | 22 | 21 | +1   |             |
| 6    | Olimpia                    | 17   | 11 | 5 | 2 | 4  | 28 | 12 | +16  |             |
| 7    | River Plate                | 12   | 11 | 4 | 0 | 7  | 16 | 35 | −19  |             |
| 8    | San Lorenzo                | 11   | 11 | 3 | 2 | 6  | 11 | 23 | −12  |             |
| 9    | Nacional/Deportivo Humaitá | 10   | 11 | 3 | 1 | 7  | 9  | 31 | −22  |             |
| 10   | Guaraní                    | 10   | 11 | 3 | 1 | 7  | 22 | 46 | −24  |             |
| 11   | Sportivo Luqueño           | 3    | 11 | 0 | 3 | 8  | 5  | 22 | −17  |             |
| 12   | 12 de Octubre (Itauguá)    | 1    | 11 | 0 | 1 | 10 | 10 | 61 | −51  |             |

Actualizado a los partidos jugados el 31 de agosto de 2021.
 Fuente: APF

## Fixture
- Los horarios son correspondientes a la hora local de verano (UTC-3) y horario estándar (UTC-4), Asunción, Paraguay.

### Primera Fase del Apertura
| Guaraní          | 0 - 5 | Libertad/Sportivo Limpeño  | Defensores del Chaco | 30 de abril | 10:00 |
| Sportivo Luqueño | 2 - 2 | Nacional/Deportivo Humaitá | El Chiquerito        | 30 de abril | 15:00 |
| 12 de Octubre    | 1 - 3 | Cerro Porteño              | Parque Guasu         | 1 de mayo   | 9:00  |
| San Lorenzo      | 2 - 7 | Sol de América             | Parque Guasu         | 1 de mayo   | 9:00  |
| River Plate      | 0 - 3 | Deportivo Capiatá          | River Plate          | 1 de mayo   | 10:00 |
| Olimpia          | 2 - 0 | Guaireña                   | Manuel Ferreira      | 1 de mayo   | 10:00 |

| Sol de América             | 1 - 3 | Cerro Porteño    | Luis Alfonso Giagni | 7 de mayo  | 10:00 |
| Guaireña                   | 6 - 0 | River Plate      | Parque del Guairá   | 7 de mayo  | 15:00 |
| Guaraní                    | 0 - 1 | 12 de Octubre    | Parque Guasu        | 8 de mayo  | 9:00  |
| Nacional/Deportivo Humaitá | 1 - 1 | San Lorenzo      | Parque Guasu        | 8 de mayo  | 9:00  |
| Deportivo Capiatá          | 6 - 1 | Sportivo Luqueño | Erico Galeano       | 8 de mayo  | 10:00 |
| Libertad/Sportivo Limpeño  | 2 - 0 | Olimpia          | Martín Torres       | 10 de mayo | 15:00 |

| Cerro Porteño    | 2 - 0 | Nacional/Deportivo Humaitá | General Pablo Rojas | 12 de mayo | 10:00 |
| 12 de Octubre    | 1 - 4 | Sol de América             | Parque Guasu        | 12 de mayo | 15:00 |
| San Lorenzo      | 0 - 6 | Deportivo Capiatá          | Parque Guasu        | 12 de mayo | 15:00 |
| Sportivo Luqueño | 2 - 3 | Guaireña                   | El Chiquerito       | 12 de mayo | 15:00 |
| Olimpia          | 5 - 2 | Guaraní                    | Roque Battilana     | 13 de mayo | 9:00  |
| River Plate      | 2 - 6 | Libertad/Sportivo Limpeño  | River Plate         | 13 de mayo | 10:00 |

| Nacional/Deportivo Humaitá | 1 - 5  | Sol de América   | Arsenio Erico     | 14 de mayo | 10:00 |
| Guaireña                   | 4 - 0  | San Lorenzo      | Parque del Guairá | 15 de mayo | 15:00 |
| Libertad/Sportivo Limpeño  | 18 - 0 | Sportivo Luqueño | Optaciano Gómez   | 16 de mayo | 9:00  |
| Olimpia                    | 2 - 0  | 12 de Octubre    | Roque Battilana   | 17 de mayo | 9:00  |
| Deportivo Capiatá          | 3 - 3  | Cerro Porteño    | Erico Galeano     | 17 de mayo | 10:00 |
| Guaraní                    | 3 - 1  | River Plate      | Rogelio Livieres  | 17 de mayo | 15:00 |

| Sol de América   | 0 - 1 | Deportivo Capiatá          | Luis Alfonso Giagni | 21 de mayo | 10:00 |
| 12 de Octubre    | 2 - 0 | Nacional/Deportivo Humaitá | Parque Guasu        | 22 de mayo | 9:00  |
| San Lorenzo      | 0 - 4 | Libertad/Sportivo Limpeño  | Parque Guasu        | 22 de mayo | 9:00  |
| River Plate      | 1 - 0 | Olimpia                    | River Plate         | 22 de mayo | 10:00 |
| Cerro Porteño    | 2 - 2 | Guaireña                   | Parque Azulgrana    | 22 de mayo | 15:00 |
| Sportivo Luqueño | 0 - 5 | Guaraní                    | Feliciano Cáceres   | 24 de mayo | 10:00 |

| River Plate               | 0 - 4 | 12 de Octubre              | River Plate       | 26 de mayo  | 10:00 |
| Libertad/Sportivo Limpeño | 1 - 2 | Cerro Porteño              | La Arboleda       | 26 de mayo  | 15:00 |
| Guaireña                  | 0 - 3 | Sol de América             | Parque del Guairá | 26 de mayo  | 15:00 |
| Deportivo Capiatá         | 7 - 1 | Nacional/Deportivo Humaitá | Erico Galeano     | 27 de mayo  | 15:00 |
| Guaraní                   | 2 - 0 | San Lorenzo                | Félix Cabrera     | 10 de junio | 15:00 |
| Olimpia                   | 5 - 0 | Sportivo Luqueño           | Roque Battilana   | 11 de junio | 9:00  |

| San Lorenzo                | 1 - 6 | Olimpia                   | Gunther Vogel       | 28 de mayo | 10:00 |
| Sportivo Luqueño           | 0 - 5 | River Plate               | Parque Guasu        | 29 de mayo | 9:00  |
| 12 de Octubre              | 2 - 0 | Deportivo Capiatá         | Parque Guasu        | 30 de mayo | 15:00 |
| Nacional/Deportivo Humaitá | 5 - 4 | Guaireña                  | Próculo Cortázar    | 30 de mayo | 15:00 |
| Cerro Porteño              | 9 - 0 | Guaraní                   | Parque Azulgrana    | 30 de mayo | 15:00 |
| Sol de América             | 2 - 2 | Libertad/Sportivo Limpeño | Luis Alfonso Giagni | 31 de mayo | 10:00 |

| River Plate               | 3 - 2 | San Lorenzo                | River Plate       | 1 de junio | 10:00 |
| Sportivo Luqueño          | 0 - 2 | 12 de Octubre              | El Chiquerito     | 1 de junio | 15:00 |
| Olimpia                   | 0 - 4 | Cerro Porteño              | Manuel Ferreira   | 2 de junio | 15:00 |
| Guaireña                  | 1 - 3 | Deportivo Capiatá          | Parque del Guairá | 2 de junio | 15:00 |
| Libertad/Sportivo Limpeño | 8 - 1 | Nacional/Deportivo Humaitá | Optaciano Gómez   | 3 de junio | 15:00 |
| Guaraní                   | 1 - 8 | Sol de América             | Félix Cabrera     | 3 de junio | 15:00 |

| San Lorenzo                | 2 - 1 | Sportivo Luqueño          | Gunther Vogel           | 4 de junio | 10:00 |
| 12 de Octubre              | 5 - 1 | Guaireña                  | Parque Guasu            | 5 de junio | 15:00 |
| Cerro Porteño              | 4 - 2 | River Plate               | Parque Azulgrana        | 5 de junio | 15:00 |
| Sol de América             | 4 - 2 | Olimpia                   | Luis Alfonso Giagni     | 6 de junio | 10:00 |
| Nacional/Deportivo Humaitá | 2 - 0 | Guaraní                   | Pioneros de Corumba Cué | 6 de junio | 15:00 |
| Deportivo Capiatá          | 2 - 1 | Libertad/Sportivo Limpeño | Erico Galeano           | 7 de junio | 10:00 |

| Olimpia                  | 1 - 2 | Nacional/Deportivo Humaitá | Roque Battilana | 18 de junio | 9:00  |
| Guaraní                  | 1 - 3 | Deportivo Capiatá          | Martín Torres   | 18 de junio | 10:00 |
| San Lorenzo              | 1 - 2 | 12 de Octubre              | Parque Guasu    | 19 de junio | 9:00  |
| River Plate              | 2 - 7 | Sol de América             | Parque Guasu    | 19 de junio | 9:00  |
| Sportivo Luqueño         | 0 - 4 | Cerro Porteño              | El Chiquerito   | 19 de junio | 9:00  |
| LibertadSportivo Limpeño | 3 - 1 | Guaireña                   | Martín Torres   | 21 de junio | 9:30  |

| Deportivo Capiatá          | 3 - 2 | Olimpia                   | Erico Galeano           | 23 de junio | 14:45 |
| Nacional/Deportivo Humaitá | 2 - 1 | River Plate               | Pioneros de Corumba Cué | 23 de junio | 15:00 |
| 12 de Octubre              | 0 - 1 | Libertad/Sportivo Limpeño | Félix Cabrera           | 24 de junio | 15:00 |
| Guaireña                   | 0 - 2 | Guaraní                   | Parque del Guairá       | 24 de junio | 15:00 |
| Sol de América             | 5 - 0 | Sportivo Luqueño          | Luis Alfonso Giagni     | 24 de junio | 15:00 |
| Cerro Porteño              | 3 - 0 | San Lorenzo               | Parque Azulgrana        | 24 de junio | 15:00 |

### Fase final del Apertura
|  | Semifinales                 | Semifinales       |                                   |       | Final | Final |
|  |                             |                   |                                   |       |       |       |
|  | 28 de junio - La Arboleda   |                   |                                   |       |       |       |
|  |                             |                   |                                   |       |       |       |
|  | Cerro Porteño (p.)          | 1 (4)             |                                   |       |       |       |
|  | Cerro Porteño (p.)          | 1 (4)             | 2 de julio - Defensores del Chaco |       |       |       |
|  | Sol de América              | 1 (3)             |                                   |       |       |       |
|  | Sol de América              | 1 (3)             | Cerro Porteño                     | 4     |       |       |
|  | 28 de junio - Félix Cabrera |                   | Cerro Porteño                     | 4     |       |       |
|  |                             | Deportivo Capiatá | 1                                 |       |       |       |
|  | Deportivo Capiatá (p.)      | Deportivo Capiatá | 1                                 | 2 (5) |       |       |
|  | Deportivo Capiatá (p.)      |                   |                                   | 2 (5) |       |       |
|  | / Libertad/Sportivo Limpeño | 2 (3)             |                                   |       |       |       |
|  | / Libertad/Sportivo Limpeño | 2 (3)             |                                   |       |       |       |

| Cerro Porteño     | 1 - 1 (4-3 pen.) | Sol de América            | La Arboleda   | 28 de junio | 9:30  |
| Deportivo Capiatá | 2 - 2 (5-3 pen.) | Libertad/Sportivo Limpeño | Félix Cabrera | 28 de junio | 10:00 |

| Cerro Porteño (C) | 4 - 1 | Deportivo Capiatá | Defensores del Chaco | 2 de julio | 14:00 |

### Primera Fase del Clausura
| Cerro Porteño              | 10 - 0 | 12 de Octubre    | Parque Azulgrana    | 9 de julio  | 10:00 |
| Deportivo Capiatá          | 4 - 0  | River Plate      | Erico Galeano       | 10 de julio | 9:30  |
| Sol de América             | 2 - 0  | San Lorenzo      | Luis Alfonso Giagni | 10 de julio | 10:00 |
| Libertad/Sportivo Limpeño  | 2 - 0  | Guaraní          | Optaciano Gómez     | 11 de julio | 10:00 |
| Guaireña                   | 2 - 1  | Olimpia          | Parque del Guairá   | 11 de julio | 14:30 |
| Nacional/Deportivo Humaitá | 1 - 1  | Sportivo Luqueño | Martín Torres       | 12 de julio | 10:00 |

| Olimpia          | 0 - 0 | Libertad/Sportivo Limpeño  | Roque Battilana  | 16 de julio | 10:00 |
| 12 de Octubre    | 2 - 4 | Guaraní                    | Parque Guasu     | 17 de julio | 9:00  |
| San Lorenzo      | 2 - 0 | Nacional/Deportivo Humaitá | Parque Guasu     | 17 de julio | 9:00  |
| Cerro Porteño    | 2 - 1 | Sol de América             | Parque Azulgrana | 17 de julio | 14:30 |
| Sportivo Luqueño | 1 - 4 | Deportivo Capiatá          | El Chiquerito    | 18 de julio | 10:00 |
| River Plate      | 0 - 2 | Guaireña                   | River Plate      | 19 de julio | 10:00 |

| Sol de América             | 6 - 2 | 12 de Octubre    | Luis Alfonso Giagni     | 20 de julio | 10:00 |
| Nacional/Deportivo Humaitá | 0 - 5 | Cerro Porteño    | Pioneros de Corumba Cué | 20 de julio | 14:30 |
| Guaraní                    | 1 - 3 | Olimpia          | Rogelio Livieres        | 20 de julio | 14:30 |
| Deportivo Capiatá          | 2 - 0 | San Lorenzo      | Erico Galeano           | 22 de julio | 10:00 |
| Libertad/Sportivo Limpeño  | 3 - 0 | River Plate      | Optaciano Gómez         | 22 de julio | 14:30 |
| Guaireña                   | 6 - 0 | Sportivo Luqueño | Parque del Guairá       | 22 de julio | 14:30 |

| 12 de Octubre    | 1 - 8 | Olimpia                    | Félix Cabrera       | 23 de julio | 10:00 |
| Sol de América   | 4 - 0 | Nacional/Deportivo Humaitá | Luis Alfonso Giagni | 24 de julio | 10:00 |
| Cerro Porteño    | 1 - 1 | Deportivo Capiatá          | Parque Azulgrana    | 25 de julio | 10:00 |
| San Lorenzo      | 0 - 2 | Guaireña                   | Alfonso Colmán      | 25 de julio | 14:30 |
| River Plate      | 3 - 0 | Guaraní                    | River Plate         | 26 de julio | 10:00 |
| Sportivo Luqueño | 0 - 2 | Libertad/Sportivo Limpeño  | Roque Battilana     | 26 de julio | 10:00 |

| Deportivo Capiatá          | 2 - 2 | Sol de América   | Erico Galeano           | 30 de julio | 10:00 |
| Guaraní                    | 2 - 0 | Sportivo Luqueño | Parque Guasu            | 31 de julio | 9:00  |
| Nacional/Deportivo Humaitá | 2 - 1 | 12 de Octubre    | Pioneros de Corumba Cué | 31 de julio | 14:30 |
| Libertad/Sportivo Limpeño  | 5 - 0 | San Lorenzo      | Optaciano Gómez         | 31 de julio | 14:30 |
| Guaireña                   | 0 - 3 | Cerro Porteño    | Parque del Guairá       | 1 de agosto | 10:00 |
| Olimpia                    | 6 - 0 | River Plate      | Roque Battilana         | 2 de agosto | 10:00 |

| Sol de América             | 3 - 0 | Guaireña                  | Luis Alfonso Giagni     | 6 de agosto | 10:00 |
| Nacional/Deportivo Humaitá | 1 - 0 | Deportivo Capiatá         | Pioneros de Corumba Cué | 6 de agosto | 14:30 |
| 12 de Octubre              | 2 - 5 | River Plate               | Parque Guasu            | 7 de agosto | 9:00  |
| San Lorenzo                | 1 - 1 | Guaraní                   | Parque Guasu            | 7 de agosto | 9:00  |
| Sportivo Luqueño           | 1 - 3 | Olimpia                   | El Chiquerito           | 7 de agosto | 14:30 |
| Cerro Porteño              | 0 - 3 | Libertad/Sportivo Limpeño | Parque Azulgrana        | 9 de agosto | 10:00 |

| Deportivo Capiatá         | 13 - 0 | 12 de Octubre              | Complejo Auriazul | 10 de agosto | 10:00 |
| Guaireña                  | 4 - 2  | Nacional/Deportivo Humaitá | Parque del Guairá | 10 de agosto | 14:45 |
| Olimpia                   | 6 - 1  | San Lorenzo                | Roque Battilana   | 11 de agosto | 10:00 |
| River Plate               | 3 - 0  | Sportivo Luqueño           | River Plate       | 11 de agosto | 10:00 |
| Guaraní                   | 0 - 5  | Cerro Porteño              | Rogelio Livieres  | 12 de agosto | 14:30 |
| Libertad/Sportivo Limpeño | 0 - 2  | Sol de América             | Optaciano Gómez   | 18 de agosto | 14:00 |

| Deportivo Capiatá          | 2 - 0 | Guaireña                  | Erico Galeano           | 13 de agosto | 10:00 |
| San Lorenzo                | 2 - 0 | River Plate               | Parque Guasu            | 14 de agosto | 9:00  |
| 12 de Octubre              | 0 - 0 | Sportivo Luqueño          | Parque Guasu            | 14 de agosto | 9:00  |
| Nacional/Deportivo Humaitá | 0 - 7 | Libertad/Sportivo Limpeño | Pioneros de Corumba Cué | 15 de agosto | 9:30  |
| Sol de América             | 3 - 0 | Guaraní                   | Luis Alfonso Giagni     | 15 de agosto | 10:00 |
| Cerro Porteño              | 3 - 0 | Olimpia                   | General Pablo Rojas     | 16 de agosto | 10:00 |

| Sportivo Luqueño          | 1 - 1 | San Lorenzo                | Ricardo Gregor    | 20 de agosto | 10:00 |
| Guaraní                   | 3 - 1 | Nacional/Deportivo Humaitá | Parque Guasu      | 21 de agosto | 9:00  |
| River Plate               | 1 - 6 | Cerro Porteño              | Parque Guasu      | 21 de agosto | 9:00  |
| Olimpia                   | 1 - 2 | Sol de América             | Manuel Ferreira   | 21 de agosto | 9:30  |
| Guaireña                  | 2 - 1 | 12 de Octubre              | Parque del Guairá | 21 de agosto | 14:30 |
| Libertad/Sportivo Limpeño | 1 - 2 | Deportivo Capiatá          | Martín Torres     | 23 de agosto | 10:00 |

| 12 de Octubre              | 0 - 3 | San Lorenzo               | Complejo Auriazul       | 24 de agosto | 14:30 |
| Cerro Porteño              | 2 - 1 | Sportivo Luqueño          | Parque Azulgrana        | 25 de agosto | 14:30 |
| Sol de América             | 6 - 0 | River Plate               | Luis Alfonso Giagni     | 25 de agosto | 14:30 |
| Deportivo Capiatá          | 5 - 1 | Guaraní                   | Complejo Auriazul       | 26 de agosto | 14:00 |
| Nacional/Deportivo Humaitá | 1 - 0 | Olimpia                   | Pioneros de Corumba Cué | 26 de agosto | 14:30 |
| Guaireña                   | 1 - 7 | Libertad/Sportivo Limpeño | Parque del Guairá       | 26 de agosto | 14:30 |

| Olimpia                   | 0 - 0 | Deportivo Capiatá          | Roque Battilana   | 30 de agosto | 10:00 |
| River Plate               | 4 - 1 | Nacional/Deportivo Humaitá | Enrique Soler     | 30 de agosto | 10:00 |
| Libertad/Sportivo Limpeño | 8 - 1 | 12 de Octubre              | Optaciano Gómez   | 30 de agosto | 10:00 |
| Guaraní                   | 2 - 3 | Guaireña                   | Rogelio Livieres  | 30 de agosto | 10:00 |
| Sportivo Luqueño          | 0 - 1 | Sol de América             | Feliciano Cáceres | 30 de agosto | 10:00 |
| San Lorenzo               | 1 - 4 | Cerro Porteño              | Gunther Vogel     | 30 de agosto | 10:00 |

### Fase final del Clausura
|  | Semifinales                       | Semifinales    |                                 |       | Final | Final |
|  |                                   |                |                                 |       |       |       |
|  | 3 de septiembre - Roque Battilana |                |                                 |       |       |       |
|  |                                   |                |                                 |       |       |       |
|  | Cerro Porteño                     | 5              |                                 |       |       |       |
|  | Cerro Porteño                     | 5              | 6 de septiembre - Arsenio Erico |       |       |       |
|  | Deportivo Capiatá                 | 0              |                                 |       |       |       |
|  | Deportivo Capiatá                 | 0              | Cerro Porteño (p.)              | 2 (4) |       |       |
|  | 3 de septiembre - Félix Cabrera   |                | Cerro Porteño (p.)              | 2 (4) |       |       |
|  |                                   | Sol de América | 2 (3)                           |       |       |       |
|  | Sol de América                    | Sol de América | 2 (3)                           | 1     |       |       |
|  | Sol de América                    |                |                                 | 1     |       |       |
|  | / Libertad/Sportivo Limpeño       | 0              |                                 |       |       |       |
|  | / Libertad/Sportivo Limpeño       | 0              |                                 |       |       |       |

| Cerro Porteño  | 5 - 0 | Deportivo Capiatá         | Roque Battilana | 3 de septiembre | 10:00 |
| Sol de América | 1 - 0 | Libertad/Sportivo Limpeño | Félix Cabrera   | 3 de septiembre | 10:00 |

| Cerro Porteño (C) | 2 - 2 (4-3 pen.) | Sol de América | Arsenio Erico | 6 de septiembre | 10:00 |

## Campeón
|                           |
| Cerro Porteño 7 .° título |

## Vicecampeonato
Los vicecampeones del Apertura y Clausura, se enfrentaron en partido único para definir el vicecampeón absoluto de la temporada. En caso de igualdad en goles, se definió por la vía de los penales.
| 27 de septiembre de 2021, 14:45 | Deportivo Capiatá                                                               | 0:0 (3:4 p.)               | Sol de América                                                                 | Estadio Feliciano Cáceres, Luque |                            |
|                                 |                                                                                 | Reporte                    |                                                                                | Árbitro(s): Astrid Mendoza       | Árbitro(s): Astrid Mendoza |
|                                 |                                                                                 | Tiros desde el punto penal |                                                                                |                                  |                            |
|                                 | - Rosalía Godoy - Karen Ruíz Díaz - Tanía Espinola - Rosa Aquino - Bianka Avila |                            | - Lorena Alonso - Havi Ibarra - Nabila Perruchino - Julieta Lema - María Ramos |                                  |                            |

## Goleadoras
| Pos. | Jugadora               | Club                      | Goles |
| ---- | ---------------------- | ------------------------- | ----- |
| 1    | Liza Larrea            | Libertad/Sportivo Limpeño | 15    |
| 2    | Ana Fleitas            | Cerro Porteño             | 14    |
| 3    | Lourdes González       | Cerro Porteño             | 12    |
| 4    | Mirta Raquel Pico      | Sol de América            | 11    |
| 5    | Grety Bianka Ávila     | Deportivo Capiatá         | 8     |
| 6    | Julieta Lema           | Sol de América            | 7     |
| 7    | Erica Noelia Lonigro   | Libertad/Sportivo Limpeño | 6     |
| 8    | Liz Natalia Peña       | Libertad/Sportivo Limpeño | 6     |
| 9    | Jorgelina González     | River Plate               | 6     |
| 10   | Andrea Brizuela        | Cerro Porteño             | 5     |
| 11   | María Soledad Garay    | Deportivo Capiatá         | 5     |
| 12   | Dahiana Bogarín        | Olimpia                   | 5     |
| 13   | Ramona Martínez        | Olimpia                   | 5     |
| 14   | Pamela Magalí Villalba | River Plate               | 5     |
| 15   | Diana Ortellado        | San Lorenzo               | 5     |